# Prince of Persia: Warrior Within
A Prince of Persia: Warrior Within a Prince of Persia: The Sands of Time folytatása, amit a Ubisoft 2004 decemberében jelentetett meg az összes nagyobb platformra (Windows, PlayStation 2, Xbox, GameCube), későbbiekben pedig elkészült a Playstation Portable (Prince of Persia: Revelations) és PlayStation 3, valamint az iOS változata a játéknak. A Warrior Within után 2005-ben megjelent a folytatás, a Prince of Persia: The Two Thrones, 2010-ben pedig egy előzménytörténet Prince of Persia: The Forgotten Sands címmel. A játék folytatja a Sands of Time által félbehagyott fonalat, nagy hangsúlyt fektetve a harcrendszer átalakítására, aminek egyik oka az idő tőrének hiánya.
A Herceg most már két kardot viselhet, illetve az ellenfél fegyvereit elveheti, akár el is dobhatja azokat, de a harci mozdulatok száma is kibővült. A játék sokkal sötétebb, nincs nyoma az előző rész mesés keleti hangulatának, amit mutat az is, hogy a játékos különböző brutális kivégző mozdulatokkal szabadulhat meg ellenfeleitől. Az ESRB mature (17+), a PEGI pedig 16+ kategóriákba sorolta. A széria megteremtője, Jordan Mechner nem is vett részt a fejlesztésben. Az elődhöz képest szerényebb értékelések ellenére több példányt értékesítettek belőle. A korábbi idő-manipuláló képességek tovább gyarapodtak, visszapörgetés, lassítás és felgyorsulás mellett mostantól a Herceg egy körkörös hullámot generálva földre lökheti ellenfeleit.

## Játékmenet

A korábban megismert akrobatikus mozgások újabb elemekkel kibővítve térnek vissza.

A Sands of Time című részhez hasonlóan a Warrior Within is egy 3D-s platformjáték, mely főleg a harcra épít, valamint a főhős előző részben megismert akrobatikus képességeinek kihasználására, ami segít a veszélyes csapdák elkerülésében. Emellett a felfedezésre is lehetőséget kap a játékos, mivel az előző résszel ellentétben a pályafelépítés nem lineáris, tehát az idő szigetét viszonylag korlátlanul bejárhatja, így többször is végighalad majd egyes helyszíneken. A Herceg a szigeten található portálokon átjutva eltérő idősíkokba kerül, így a megismert pályarészek más-más képet festenek, hiszen például ha egy oszlop még állt a múltban, az a jelenben valószínűleg már leomlott, vagy ha a múltban egy akadály állta a játékos útját, addig a jelenben gond nélkül továbbhaladhat. A játékban számos rejtett másodlagos fegyvert vagy ládákat, valamint Life Upgrade szerkezeteket is találhat a játékos, amiből ha mind a kilencet aktiválja, akkor egy alternatív befejezéssel ér véget a Warrior Within története. A játék során többször is felbukkan majd a Dahaka, ami elől minél gyorsabban védett helyre kell menekülni.
A harcrendszer nagyobb átalakuláson esett át, így a Herceg egyszerre két fegyverrel harcolhat, harci repertoárja tehát tovább bővült. Az elsődleges fegyverekből kevesebb típus van és csak a történet bizonyos pontján lesznek elérhetőek, a másodlagos fegyverek ezzel szemben sokkal változatosabbak, három képesség alapján (erősség, tartósság és gyorsaság) szerint osztályozhatóak, illetve valamilyen speciális képességgel is rendelkezhetnek. Ez lehet pozitív is, valamint negatív is. Egyes fegyverekkel a játékos akár egy csapással is végezhet az ellenfelekkel, de van olyan is, amely a Herceg életerejét is csökkenti, ha megvág vele valakit. A legtöbb másodlagos fegyver folyamatosan elhasználódik a harcok során. Az ellenfél felé hajítva a másodlagos fegyverek távolsági fegyverként is funkcionálnak. Az előző résszel ellentétben több főellenfél is keresztezi majd a játékos útját, ha pedig a játékos egy korábban már megtisztított területre tér vissza, előfordulhat, hogy az ellenség azóta újból visszatért oda.
Továbbra is fontos részét képezi a játékmenetnek az időmanipuláló képességek használata, a lassításon és a visszapörgetésen túl főként a harcban használható képességek jelentek meg. Az idő homokját már nem a tőrrel kell kinyerni az ellenfelekből, hanem a Herceg különleges medálja automatikusan összegyűjti a legyőzött ellenfelektől.

## Történet

A Herceg sokat változott az előző rész óta. Tőle jobbra a Warrior Within egyik főszereplője, Kaileena látható.

7 évvel a Sands of Time történése után, a Herceget egy megállíthatatlan és rejtélyes szörny, a Dahaka, az idő őre (Guardian of the Timeline) veszi üldözőbe, mert kijátszotta saját sorsát, így felborítva az idő vonalát.
Tanácsért felkeresi régi jó barátját (The Old Man), akitől megtudja, hogy bárki is engedte szabadjára az idő homokját, arra halál vár. Egy szigetről (The Island of Time) is beszél, melynek pontos helye ismeretlen, viszont az idő császárnője (Empress of Time) itt készítette el az idő homokját és maharadzsa innen lopta el magának, valamint a szigeten több portál is található, ami a múltba vezet. A túlélés érdekében vitorlát bont, hogy megakadályozza, hogy egyáltalán létrehozzák az idő homokját, és úgy hiszi, a Dahakának akkor már nem lesz oka üldöznie őt.
A sziget elérése előtt rögtön egy akadályba ütközik, hajóját egy fekete páncélzatot viselő nő, Shahdee és emberei megtámadják, a harc közben pedig a Herceget a vízbe löki, a hajó, amivel érkezett a tenger fenekére süllyed a legénységgel együtt. A főhős öntudatlan állapotba a sziget partjaira sodródik, azután Shahdee nyomába ered egészen az erőd belsejéig, ahol a nő után megy a portálon keresztül és a múltba kerül át.
Amikor követi, egy különös alakra lesz figyelmes (Sandwraith), de aztán dulakodás hangját hallja. Shahdee mélybe akarja lökni Kaileenát (a császárnő egy szolgálója), akinek a Herceg segítségére siet, párbajban legyőzi Shahdeet, aki halála előtt annyit mond: "You cannot change your fate." (Nem változtathatod meg a sorsod.) Kaileenával folytatott beszélgetése alkalmával megtudja, hogy az idő császárnője épp a homok elkészítéséhez szükséges teendőivel foglalkozik és végez a Herceggel, hogyha meglátja, de Kaileena elárulja, miként juthat el a trónterembe.
Ahogy halad előre küldetésével (a portálok segítségével a múltban és jelenben egyaránt), a Dahaka többször is feltűnik, de a vízen nem képes áthatolni és ez a Herceg életét számos alkalommal megmenti. Az erőd két tornyában lévő szerkezetet aktiválva megnyitja az utat a trónterembe. Még előtte megjelenik a Dahaka (eddig csak a jelenben üldözte a főhőst), de a Herceg helyett a rejtélyes Sandwraithet kapja el. A trónteremben fény derül Kaileena titkára, ő az idő császárnője, ő küldte Shahdeet, hogy megölje a Herceget, aki a tornyoknál rá leselkedő veszélyek és a számára átadott, elátkozott Lion Sword ellenére is életben maradt. Kaileena előre látta, hogy a főhős megöli majd és ő is megpróbálja elkerülni végzetét, ahogy a Herceg is szeretné. A harcban meghal, a Herceg pedig visszajut a jelenbe.

A játékban megjelenő brutalitás a kritikusok szerint megosztotta a rajongókat.

Már abban a hitben van, hogy küldetése sikerrel jár, de az idő őrének megjelenése ráébreszti, hogy tulajdonképpen ő a felelős az idő homokjának létrehozásáért, mivel az a császárnő maradványaiból keletkezett. A remény elveszni látszott számára, de megtalálta a Mask of the Wraith nevű tárgyat, ami a sors megváltoztatásának erejével bír. Amikor felveszi, azzá a sötét teremtménnyé változik, akit korábbi útja során látott. A maszk segítségével visszakerül abba az időbe, amikor még a szigetre érkezett, de képes azonos idősíkban létezni régi énjével, ezzel megmagyarázva, hogy miért tűnt fel már korábban a cselekmény során.
A terve az, hogy Kaileenát egy portálon keresztül a jelenbe juttatja át, ezáltal az idő homokja csak a Sands of Time eseményei után 7 évvel jönne létre, így lehetetlenné téve, hogy a Herceg azt Azad városában szabadon engedje. Bár biztos benne, hogy saját magát látta meghalni, mielőtt a trónterembe lépett volna, ezúttal hagyta, hogy múltbeli alteregóját a Dahaka elkapja, így pedig levehette a maszkját és visszakapta eredeti alakját. A trónteremben kérése ellenére Kaileena a harcot választja, a Herceg pedig keresztüllöki a portálon, hogy vele együtt visszatérjen a jelenbe. A történet itt kétfelé ágazik.
Ha a játékos a 9 Life Upgrade mindegyikét megszerzi a történet során (az előző részhez hasonlóan lehetséges növelni a karakter maximális életerejét, aki itt az amulettjét fogja egy kőszerkezetbe helyezni), akkor Kaileena és a Herceg párharca előtt egy kard, a Water Sword jelenik meg, ami képes megsebezni a Dahakát. A jelenben a Dahaka feltűnik, hogy elragadja Kaileenát, aki nem tartozik abba az idősíkba, a Herceg és Kaileena azonban sikeresen legyőzik, ezzel elkerülve végzetüket. A záró képsorokban párhuzamosan látható, ahogy Babilon felé hajóznak egymás karjaiban, míg a város lángokban áll, egy sötét alak (Dark Prince) látszik, akinek a korona odagurul a lába elé és ezt mondja: „All that is yours, is rightfully mine...and mine it will be.” (Ami a tiéd, az jog szerint az enyém… és enyém is lesz.), majd újra hallhatóak az Idős ember szavai: „Your journey will not end well. You cannot change your fate. No man can.”(Az utad nem végződhet jól. A sorsod nem változtathatod meg. Ahogyan senki más se.) A következő rész ezt a befejezést folytatja, így ezt szokás az igazi befejezésnek tekinteni.
A másik befejezésnél Kaileena ellen veszi fel a harcot, akit legyőzve a Dahaka megjelenik, hogy elragadja testét, és a Herceg Farahtól kapott amulettjét, az utolsó tárgyat, ami az idő homokjához kapcsolódott. Egyedül hajózik Babilon irányába. Látja, hogy a város lángokban áll és az Idős ember szavai hangzanak el ismét, a Herceg pedig magától kérdezi: „What have i done?” (Mit tettem?)

## Zene és szinkronhangok
A rövid haj helyett a Herceg haja már hosszabb, páncélt és kötéseket visel, a külső változásokat pedig próbálták a szinkronhang kiválasztásánál is követni, így az előző Herceg szinkronhangját, Yuri Lowenthalt  a Warrior Withinben Robin Atkin Downes váltotta. Kaileena szinkronhangja az olasz színésznő és modell Monica Bellucci, róla mintázták a karaktert.
A Sands of Time után a Warrior Within zenei anyagán ismét Stuart Chatwood dolgozott. Az arab és indiai hatásokat a heavy metal zenével keresztezte, a gitár így kiemelt szerephez jutott. Két Godsmack szám is megtalálható a játékban, az egyik az I Stand Alone instrumentális változata, ami akkor hallható, amikor a Dahaka a Herceget üldözi, a Straight Out of Line pedig a készítőket felsoroló lista megtekintése alatt hallható. Inon Zur az átvezető jelenetek zenei aláfestését készítette el.
A játék zenei anyagát a megjelenés előtt kicsivel később, 2005 októberében adta ki a Ubisoft.
| 1.  | Welcome Within                        | 1:19 |
| 2.  | Attack at Sea                         | 2:14 |
| 3.  | Conflict at the Entrance              | 2:10 |
| 4.  | Tower Encounter                       | 2:11 |
| 5.  | Confrontation in the Mechanical Tower | 2:27 |
| 6.  | Military Aggression                   | 2:15 |
| 7.  | Clash in the Catacombs                | 2:15 |
| 8.  | Struggle in the Library               | 2:27 |
| 9.  | Rooftop Engagement                    | 2:15 |
| 10. | An Unsafe Sanctuary                   | 2:16 |
| 11. | The Mystic Caves                      | 2:24 |
| 12. | Mystic Sanctuary                      | 1:12 |
| 13. | Desolation of the Tower               | 1:32 |
| 14. | Avoid the Guards                      | 1:20 |
| 15. | Explore the Catacombs                 | 1:30 |
| 16. | Divine Sacrifice                      | 1:32 |
| 17. | Dark Gardens                          | 1:25 |
| 18. | Shadows of the Tower                  | 1:41 |
| 19. | The Guard Tower Past                  | 1:30 |
| 20. | Worried in the Catacombs              | 1:27 |
| 21. | The Mask Sanctuary                    | 1:08 |
| 22. | The Chase of Time                     | 3:25 |
| 23. | The Prophecy                          | 2:11 |
| 24. | Escape in the Temple                  | 0:30 |
| 25. | Despair and Hope                      | 2:13 |
| 26. | The Mask                              | 1:15 |
| 27. | Dahaka's Revenge                      | 1:51 |
| 28. | Back to Babylon                       | 2:44 |
| 29. | Escape the Dahaka                     | 2:20 |
| 30. | At War with Kaileena                  | 2:12 |
| 31. | Battle the Dahaka                     | 2:24 |
| 32. | Conflict of the Griffins              | 2:25 |

## Fogadtatás
| Összegzőoldal | Értékelés |
| ------------- | --------- |
| GameRankings  | 81%       |
| Metacritic    | 83/100    |

| Szerző        | Értékelés |
| ------------- | --------- |
| 1Up.com       | B+        |
| GameSpot      | 8,6/10    |
| GameSpy       | 3,5/5     |
| GameStar (HU) | 94/100    |
| IGN           | 8,6/10    |
| PC Guru       | 90/100    |

A Warrior Within megítélése egyaránt pozitív a Metacritic és a GameRankings mérlege szerint. A tesztelők nagyjából egyetértettek abban, hogy a platform és kalandelemek legalább olyan jók, ha nem jobbak, mint az elődé, ráadásul maga a játék is hosszabb.
Az eredeti Prince of Persia játékokat megalkotó Jordan Mechner (aki az előző résznél még a csapat segítségére volt) szerint nem jó az új, erőszakosabb irány és a története sem tetszett neki.
Az Eurogamer szerint sokat veszett bájából a játék, a látványvilág nyomasztóbb, a történet kevésbé magával ragadó és a hölgyalakok karaktere kidolgozatlan.  A Gamespot továbbá kiemelte a nehézségi szint egyenetlen eloszlását és a aránylag sok játékbeli hibát. 
Tyler Minarik (Playstation Lifestyle) szerint nem állják meg a helyüket azok a kijelentések, hogy a játék durva és egyhangú: „Annak ellenére, hogy a Sands of Time rendelkezett az egyik legjobb történetmeséléssel, a Warrior Within minden téren túlszárnyalta elődjét. A Herceg feldúlt és megkeseredett, a hosszú évek alatt, míg a Dahaka a nyomában volt.” Devin Storey szerint is igaz, hogy sokkal sötétebb a Herceg stílusa, de csak mert ilyen körülmények között kellett férfivá érnie, megviselték a vele történtek.
Az 576 Konzol tesztjében megemlítik, hogy az újságíróknak küldött előzetes verzióban még sok bug volt, melyeket azonban a végleges változatból eltüntettek, valamint az optimalizálásnak hála már a framrate sem váltakozott. A cikk írója kiemeli a sokféle és változatos mozgás- és harcirepertoárt: ezek nagy száma miatt érdemesnek tartja az ezekhez tartozó kombinációkat egy papírra is leírni. A közepes nehézségi szintet csak profi POP játékosoknak ajánlja, míg a legnehezebbet kínzó, megalázó és frusztráló élménynek tartja. Úgy véli, hogy a játék harcrendszere feleslegesen van túlbonyolítva, mert bár nehezebb fokozaton szükséges lehet a komolyabb kombók használata, ezek betanulására nem érez elég motivációt a szerző. A pre-render videókat rondának és kisfelbontásúnak tartja, a játék grafikáját viszont összességében kiválónak tartja. Ez főként a részletgazdag környezetnek, a nagyszerűen eltalált atmoszferikus ködösítő effekteknek, a múlt és a jelen eltérő hangulatának és a profi színkezelésnek köszönhető. A játék környezet sokat komolyodott, ami illik a Herceg zord külsejéhez, ám a cikk írója szerint pont ezért veszett el a POP feeling. Éppen ezért nem is folytatásként tekint rá, profi, de picit lélektelen alkotásnak tartja, ami talán túlságosan is a harcra koncentrált. Az Xbox verzió online lehetőségekkel is rendelkezik, ugyanis a Time Attack és az Arena Survival módban elért eredményeket egy internetes ranglistára tölti fel a rendszer, valamint picit nagyobb felbontásúak a textúrák és az árnyékok is megvilágítás függőek, szemben a PS2 fix árnyékaival. Martin szerint kevesebb harc és több mászkálás jobb lett volna, viszont a látvány miatt bőven megéri kipróbálni a játékot. Röviden a szép, az érdekes és a kellemes jelzőkkel értékelték, és 9 ponttal díjazták a 10-ből.
A GameStar kritikájában elmondják, hogy a játék előzménye, a Sands of Time igazi mestermunka volt, mégsem fogyott annyi belőle, amennyit megérdemelt volna, ezért a készítők a folytatást sok szempontból másmilyenre szerették volna megalkotni. Ez sokkal baljósabb, darkosabb hangulatot eredményezett. A szerző a fejlesztők elképesztő érzékét és fantáziáját dicsérte a helyszínek megtervezésénél, ezek ugyanis szédületesen kidolgozottak és szemet gyönyörködtetően látványosak. Úgy vélte, hogy nem csak a játék nem csak a harcra koncentrált, a készítők az előd térfelfedezős, útvonalkeresős, logikai/ügyességi részére is legalább három lapáttal rátettek, ez utóbbiak jóval leleményesebbek és nehezebbek is lettek, ám most sem frusztrálóan áttekinthetetlenek. A freeform fighting elnevezésű harcrendszer segítségével teljesen intuitív módon lehet a legmesteribb akrobatikus harci fortélyokat alkalmazni, amibe a környezet maximális kihasználása is beletartozik. Éppen ezért a tökéletes élményhez gamepad használatát javasolja a szerző, a kamera egeres forgatását is kissé zavarónak találta. Ezenfelül a kamera nézetek kezelése alapjában véve sem tökéletes. A cikkíró véleménye szerint a Warrior Within maximális grafikai beállítások mellett szájtátásra készteti még a legblazírtabb játékost is, a szörnyek pedig sokkal kidolgozottabbak az előző részhez képest és az animációjuk is frenetikus. A főhős mozgása is fergeteges, mégis életszerű. A történet jóval darkosabb miliő, az alapszituáció drámai, kevésbé mesés jellegű és kevesebb a párbeszéd is, mint a SoT esetében, ami miatt a történet a játék első szakaszában kicsit háttérbe szorul, később viszont felpörögnek az események. Összességében a szerző nem tartja gyengébbnek, sőt, sok tekintetben jobbnak –furfangos és fordulatos-, véli az elődjénél, ám a korábbi részek mesés, keleties hangulatát nem érdemes tőle várni. A harcrendszer egyszerűen mindent bealáz, ami valaha PC-re vagy konzolra megjelent, beleértve a Ninja Gaident is. A játék alapból jóval hosszabb és keményebb, a megfelelő nehézségi szintet ugyanis nem sikerült olyan precízen belőni, mint az elődnél. Negatívumként megemlíti továbbá, hogy sok helyszínre többször is vissza kell térni, sokszor más idősíkban, ami nem csak kicsit monotonná válik a játék, hanem könnyű benne eltévedni is. Végezetül elmondja, hogy az alacsonyabb osztályzat ellenére nem rosszabb a játék, egyszerűen csak az igények változnak, ami tavaly még hatalmas meglepetésnek számított, ezúttal egyszerűen „csak” a 2004 legjobb akció-kalandjátékáért kijáró díjat érdemli.
A PC Guru tesztje szerint az új látványvilág meg fogja osztani a rajongókat, viszont ennek ellenére is egységesre és lenyűgözőre sikeredett, az ötletes pályákat és történetet érte főleg dicséret. Flatline a mentési rendszert és az elnagyolt karakteranimációkat illette negatív kritikával. A Warrior Withint később 2004 legjobb akciójátékának választották.